# Cục Cán bộ, Quân đội nhân dân Việt Nam
Cục Cán bộ  trực thuộc Tổng cục Chính trị, Quân đội nhân dân Việt Nam, thành lập ngày 28 tháng 02 năm 1947, là cơ quan tham mưu giúp Quân ủy Trung ương, Bộ Quốc phòng và Tổng cục Chính trị về công tác cán bộ trong toàn quân.

## Lịch sử hình thành
- Ngày 28-2-1947, Phòng Cán bộ thuộc Chính trị Cục trong Quân sự ủy viên Hội được thành lập theo Nghị định 243/NĐ của Bộ Quốc phòng, tiền thân của Cục Cán bộ ngày nay.[3][4]
- Năm 1986, Cục Cán bộ và Cục Cán bộ Chính trị hợp nhất thành Cục Cán bộ trực thuộc Tổng cục Chính trị.

## Lãnh đạo hiện nay
- Cục trưởng: Thiếu tướng Trần Đình Thọ
- Phó Cục trưởng: Thiếu tướng Trần Hải Tuấn
- Phó Cục trưởng: Thiếu tướng Nguyễn Hồng Phương
- Phó Cục trưởng: Thiếu tướng Trần Văn Nam

## Tổ chức
- Phòng Kế hoạch
- Phòng Đào tạo
- Phòng Nhân sự
- Phòng Hồ sơ
- Phòng Chính sách
- Ban Nghiên cứu
- Ban Tài chính
- Ban Hành chính *

## Hệ thống cơ quan Cán bộ trong Quân đội
- Cục Cán bộ thuộc Tổng cục Chính trị
- Phòng Cán bộ thuộc các Quân khu, Quân đoàn, Quân chủng, Binh chủng, Tổng cục và tương đương.
- Ban Cán bộ thuộc các Sư đoàn, Vùng Hải quân, Vùng Cảnh sát biển, Bộ CHQS tỉnh, thành phố trực thuộc TW, Bộ CHBP tỉnh, thành phố trực thuộc TW và tương đương.
- Trợ lý, Nhân viên Cán bộ thuộc các Lữ đoàn, Trung đoàn, Ban chỉ huy quân sự quận, huyện, thị xã và tương đương.

## Khen thưởng
- Huân chương Quân công hạng Nhất (2007)[5]
- Huân chương Độc lập hạng Nhất (2012)

## Cục trưởng qua các thời kỳ
- 1983-1986, Lê Đình Số, Thiếu tướng (1984)
- 1977-1979, Trần Đình Cửu, Thiếu tướng (1980)
- 1980-1983, Lê Đình Số, Thiếu tướng (1984)
- -2008, Vũ Văn Luận (1952-), Trung tướng (2011), giữ chức Chính ủy Học viện Kỹ thuật Quân sự (2008-2012)
- 2008-2014, Nguyễn Văn Động, Trung tướng (2010), Thiếu tướng (2007), Nguyên Chính ủy Quân đoàn 1
- 2014-2023, Đỗ Mạnh Đức, Thiếu tướng (2014)[6], Trung tướng (2018), Nguyên Cục trưởng Cục Cán bộ, Tổng cục Chính trị.
- 2023-12/2024, Đỗ Xuân Tụng, Trung tướng (2024)
- T12/2024, Trần Đình Thọ

## Phó Cục trưởng qua các thời kỳ
- 1986-1991, Lê Đình Số, Thiếu tướng (1984)
- 1969-1979, Lê Đình Số, Thiếu tướng (1984)
- 1983-1989, Hồ Xuân Lựu, Đại tá
- 1986-1997, Trần Đức Long, Thiếu tướng (1990)
- Nguyễn Xuân Miện, Thiếu tướng (2009)
- Phan Tiến Hạc, Thiếu tướng (2011)
- Vũ Mạnh Hà, Đại tá
- 2012-2014, Đỗ Mạnh Đức, Thiếu tướng (2014), Trung tướng (2018), nguyên Phó Cục trưởng Cục Chính trị Quân khu 3, nay là Cục trưởng Cục Cán bộ (2014-2023)
- 2012-2017, Đoàn Quang Xuân, Thiếu tướng (2013)
- 2014-nay, Đặng Xuân Liêm, Thiếu tướng (2017)[7]
- 2014-nay, Lê Đức Mạnh, Thiếu tướng (2015)
- 2017- nay, Vũ Công Hòa,Thiếu tướng [8]
- 2020 - nay, Nguyễn Hồng Phương, Thiếu tướng
- 2022- tháng 10/2023,Đỗ Xuân Tụng,Thiếu tướng,sau là Cục trưởng Cục Cán bộ, nay là Phó tổng cục trưởng Tổng cục chính trị